# Митинг Братства и јединства
Митинг „Братства и јединства” је назив митинга присталица Слободана Милошевића који је одржан 19. новембра 1988. године у Београду, на Ушћу. Сматра се једним од најмасовнијих скупова икада одржаних у Србији, коме је према званичним информацијама присуствовало 1,3 милиона људи, док неке друге процене говоре о неколико стотина хиљада присутних. Овај митинг одржан је у време ткв. „антибирократске револуције” и „догађања народа”, догађаја којима је Слободан Милошевић трасирао свој политички успон на власт.
Овај митинг је познат и као митинг на Ушћу, али га не треба мешати са митингом присталица Слободана Милошевића, одржаним 11. марта 1991. године такође на Ушћу. Други митинг на Ушћу одржан је под називом „За одбрану Републике, за уставност, слободу и демократију“, свега два дана после великих опозиционих демонстрација у Београду и био је Милошевићев први контрамитинг.

## Историјат
Митинг на Ушћу су организовали Савез комуниста Србије и Социјалистички савез радног народа Србије и њему су присуствовали грађани из свих крајева Социјалистичке Републике Србије и других делова Социјалистичке Федеративне Републике Југославије, који су организовано довожени у Београд. Митинг је одржан са циљем да се манифестује велика подршка руководству Централног комитета Савеза комуниста Србије и његовом председнику Слободану Милошевићу у борби против бирократије у Савезу комуниста Југославије и у борби против терора на над Србима и Црногорцима на Косову. Такође, митинг је представљао завршни чин скупова познатих као „догађање народа”, који су се одржавали почев од јуна 1988. године у градовима широм Социјалистичке Републике Србије. У току ових митинга, почетком октобра 1988. године Милошевићеве присталице су у Новом Саду успеле да приволе на смену руководство Покрајинског комитета Савеза комуниста Војводине, које је замењено Милошевићевим кадровима.
Митинг је почео у 12 часова 19. новембра 1988. године интонирањем химне „Хеј Словени” и директно га је преносила Телевизија Београд. Митинг је трајао сат и по времена и завршен је у 13 и 30 часова извођењем „Свечане песме”. На митингу је учествовало укупно осам говорника, а говорили су следећим редом:
- Драган Томић, председник Градске конференције Социјалистичког савеза Београда
- др Радош Смиљковић, председник Градског комитета Савеза комуниста Београда
- Радоје Ристовић, истакнути радник фабрике „21. мај” из Раковице
- Светомир Арсић-Басара, вајар и академик
- Михаило Швабић, члан Савета федерације
- Милован Витезовић, књижевник
- Катарина Гојковић, студент Факултета драмских уметности
- Слободан Милошевић, председник ЦК Савеза комуниста Србије

## Говор Слободана Милошевића
Говор Слободана Милошевића председника Председништва Централног комитета Савеза комуниста Србије на Ушћу, 19. новембра 1988. године:
| „ | Другарице и другови, овако велики митинг није био у Београду од кад је ослобођен. Последњи пут оволико људи на београдским улицама окупљених на некој великој идеји било је 20. октобра 1944. године. Тада је народ на улицама Београда славио победу у рату и кретао у велику битку за обнову ратом разорене земље. И тада су, као и данас, овде били заједно припадници свих југословенских народа и народности. Другарице и другови, многи овде данас памте, како у тим данима ништа није било тешко и како се људима чинило да је све лако и могуће у слободи. И у тој слободи грађани Београда, као и читаве наше земље успели су много да ураде. Данас гневни због кризе у којој се налазимо, склони смо да заборавимо све добро и вредно што смо у дугим и тешким годинама сами и са радошћу створили. Истина је да смо стали на путу за друштво које смо у Револуцији желели, али није истина да то друштво не можемо да остваримо, да од пута треба да одустанемо. Оно што треба да урадимо јесте да променимо многа схватања и многе људе у политици да би нам живот био бољи и то ћемо урадити кроз велику друштвену реформу коју треба да извршимо. У овом тренутку најважнија ствар коју треба да решимо је успостављање мира и реда на Косову. За Србију нема пречег задатка, а не би требало да има пречег ни за Југославију, јер солидарност југословенских народа, а нарочито југословенских радника, била је увек њихова најлепша и најснажнија особина. Она је испољена у помоћи коју смо пружали угњетеним народима, радничкој класи, па чак и појединцима широм света. Зато је тешко да се објасни зашто је каснила солидарност већа, хитнија и са више љубави испољена када су у питању грађани наше сопствене земље. Дуго одсуство те солидарности за бескрајну патњу Срба и Црногораца на Косову незалечива је рана на њиховом срцу, као и на срцу целе Србије, али није време за тугу већ за борбу. Та свест је освајала Србију овог лета и та свест је постала материјална снага која ће зауставити терор на Косову и која ће ујединити Србију. То је процес који не може да заустави више никаква сила пред којом је слаб сваки страх. Људи ће пристати да живе и са сиромаштвом, али неће пристати да живе без слободе. Бар ови људи овде окупљени и људи у Србији, којима и сам припадам и зато знам да могу да живе само у слободи и никако другачије, а да битку за слободу овај народ добија то знају и турски и немачки освајачи. У оба светска рата смо ушли голи и боси са уверењем да се боримо за правду и оба рата смо добили. | ” |

| „ | Сада имамо и јединствене ставове Савеза комуниста Југославије о Косову и енергично и до краја ћемо их спровести. Битку за Косово ми ћемо добити без обзира на препреке које нам се постављају у земљи и ван земље. У њих убрајам и збркане закључке, тајне састанке, конфузна саопштења, кафанске преговоре, безсловенска тумачења југословенске стварности по свету, наводно двосмислене, а у ствари непријатељске изјаве за штампу, прегршт малих и прљавих лукавстава да се барем умири, ако не може да уплаши један у срцу велики народ. Победићемо дакле, без обзира што се и данас, као и некад против Србије удружују њени непријатељи ван земље са онима у земљи. Њима поручујемо да уопште нисмо плашљиви, да у сваку битку улазимо са намером да је добијемо, да неправедне и непоштене битке на штету других народа никада нисмо водили. Ову битку за Косово повео је народ, сви грађани без обзира на националност и професију, а нема битке на свету коју је народ изгубио. Ту руководство нема много избора или ће се ставити на чело народа и послушати његов глас или ће га однети време, а у историји ће остати кратко забележено и само по злу. Нека никога не чуди што се Србија летос дигла цела на ноге због Косова. Косово је сам центар њене историје, њене културе, њеног памћења. Сваки народ има ону љубав која вечно греје његово срце, а за Србију је то Косово. Зато ће Косово остати у Србији и то неће бити на штету Албанаца. Албанцима на Косову могу да поручим да у Србији никоме није било тешко да живи зато што није Србин. Србија је одувек била отворена за све и оне који нису имали куд и оне који су имали куд, за сиромашне и богате, за срећне и очајне, за оне који су само у пролазу и за оне који желе да остану. Није хтела Србија само зле и рђаве људе па макар и да су Срби. Сви Албанци на Косову који верују другим људима и поштују друге људе на Косову и у Србији у својој су земљи. Њих молим да се удруже против зла и мржње својих шовиниста, јер они не наносе само зло Србима и Црногорцима, већ и сопственом албанском народу. Брукају га пред светом, срамоте га пред својом децом, вређају му сопствено достојанство. У то име позивам Албанце широм Косова да о мирном сну, спокојном школовању и безбрижној игри српских и црногорских девојчица и дечака брину албанске мајке и очеви уместо одреда милиције и војске, не само зато што је таква подела бриге ефикаснија, већ зато што је људскија, поштенија, што приличи социјализму и идеалима за које се сви у Југославији боримо, а југословенске народе, радничку класу, омладину, комунисте подсећамо да пре пола века Шпанија није била далеко. Многи су тада пошли на њене барикаде у борбу против терора и мржње. На Косову данас харају терор и мржња, а Косово је у нашој југословенској земљи. За борбу против косовског зла није потребно да буде положен живот као некад у Шпанији треба само да буде одржана заклетва коју смо ми Југословени положили једни другима 1941. године да ћемо у јединству и братству делити све и добро и зло, победу и неправду и сиромаштво, градити нови бољи свет. | ” |

| „ | Другарице и другови, прекосутра у понедељак овде почиње Конференција Савеза комуниста Србије која је посвећена реформи. Реформа коју треба да изведемо тиче се великих друштвених промена које морају догоде што пре. Најважније промене треба да се догоде у области привреде и економије. Њима треба да се повећа стандард читавог друштва, али и сваког појединца. У области политичког система промене треба да успоставе јединство Србије као републике и њену равноправност са другим републикама у Југославији. Реформом треба да постигнемо да се побољша и поправи све што је значајно за човеков живот: цене, лечење, образовање, информисање, да се омогући успешнији и слободнији развој науке и уметности, да наша култура допре до других земаља и људи и допринесе прогресивним променама у свету и да се све у друштву, а нарочито у политици ради јавно, а за резултате рада одговара обавезно и редовно. То је велики програм и ми ћемо га остварити ако останемо одлучни и јединствени, као што смо били ових месеци и као што смо данас овде. Таква реформа је израз потреба радних људи и грађана Србије и руководство Републике је схвата као своју обавезу пред онима који су га изабрали. Том реформом идемо у сусрет променама које треба да се догоде у читавој Југославији. Ја сам уверен да ће сви југословенски народи, сви грађани Југославије, наћи у наредним месецима снаге да савладају разлике, нетрпељивост и сукобе, да ће заједнички, братски успети да сачувају, обнове и развију своју земљу. Титова Југославија је тековина борбе, рада и љубави свих југословенских народа и народности. Данас када су невоље притисле Југославију сви заједно треба да подигнемо глас, да пробудимо срце, употребимо памет и ујединимо снаге да сачувамо своју земљу. Југославију су стварали у једној величанственој револуцији југословенски комунисти, југословенска радничка класа и југословенски народи. Она неће издахнути за конференцијским столом како се њени непријатељи надају. Југославија стечена великом борбом великом ће се борбом бранити. Нека живи социјалистичка Југославија, наша домовина. Нека живи слободна и јединствена Социјалистичка Република Србија. Нека живи Београд, главни град наше домовине вечно отворен за све добре људе и за све прогресивне идеје. Нека живи храброст са којом смо се увек борили за слободу и правду. Живели другарице и другови сви овде окупљени на митингу за братство и јединство, за Југославију и за нове лепше дане. | ” |